# وفاء غنيم
وفاء غنيم هي باحثة وكاتبة ومدربة فلسطينية ولدت ونشأت في الولايات المتحدة. بدأت تتعلم فن التطريز الفلسطيني من والدتها فريال عباسي غنيم، وواصلت وفاء إرث والدتها التعليمي من خلال معهد التطريز (تطريز وشاي)، وهي مبادرة عالمية لتعليم الفنون، وظهرت في وسائل إعلامية كبيرة.

## حياتها الشخصية
نجحت غنيم في نسج تاريخ أسرتها وتراثها بعمق في رسالة حياتها. فعاشت عائلتها تاريخًا من التشريد، حيث نفيت والدتها من صفد في فلسطين التاريخية عندما كانت في سن الثالثة، وفرت عائلة والدها من يافا أثناء الاحتلال البريطاني، ومثل عشرات الآلاف من الفلسطينيين، أجبروا على ترك كل ممتلكاهم خلال نكبة عام 1948. تعلمت وفاء فن التطريز الشعبي خلال طفولتها حيث كانت تمضي ساعات وهي تراقب والدتها وهي تخيط خيوطًا ملونة بدقة، مفتونة. قطعت وفاء شوطًا كبيرًا في رحلتها إلى عالم التطريز بانتهاء أول مشروعاتها الكبرى (فستان الحدائق) و(لوحة كليوباترا). شكلت هذه الإبداعات بداية استكشافها لأعماق الفن الفلسطيني. وعن مصدر الإلهام وراء (لوحة كليوباترا) قالت وفاء: قصة كليوباترا شاركتها والدتي معي ونقلتها إلى عندما كنت طفلة.

## تطورها
تطورت مسيرة وفاء على نحو غير متوقع إلى مهنة وأصبحت مؤرخة أزياء ومعلمة بعد صدور كتابها (تطريز وشاي). بصفتها باحثة فهي تعمل على تحديد أنماط التطريز المختلفة وجمع أكبرَ قدراً ممكناً من المعلومات عنها. وقامت بدور محوري في إعادة الاهتمام بالتطريزات والزخارف الفلسطينية في الشتات
معرض (تراث التطريز) عام 2023، هو أول معرض يقام برعايتها في متحف الشعب الفلسطيني في واشنطن العاصمة. وكان أحدث كتاب لها بعنوان (ثوبنا)، مركزةً على روح المرأة الفلسطينية خلال الانتفاضة الأولى وتقول:"كتبت (ثوبنا) في شهرين، كانت لدي رغبة داخلية متأججة ولا يمكن إيقافها لتأليف كتاب عن تطريز المقاومة".

## حياتها المهنية
- مدربة رائدة في مجال التطريز بالمشرق العربي وتاريخ فن النسيج، كأول مدربة تطريز فلسطينية على الإطلاق في متحف سميثسونيان.
- أمينة متحف الشعب الفلسطيني في واشنطن العاصمة.
- زميلة أبحاث كبيرة بمتحف متروبوليتان للفنون.
- مدرسة تطريز فلسطيني من خلال عقد دورات تدريبية، علاوة على إلقاء محاضرات في مؤسسات ومتاحف وجامعات حول العالم.[6]
- تعمل مع عدد من المتاحف في الولايات المتحدة على جمع المعلومات عن الملابس والتعرف على أنماط التطريز.

## إنجازاتها وكتاباتها
- حازت على جائزة فريال عباسي-غنيم، عندما كانت في الثانية من عمرها.
- كان أول مشروعاتها الكبرى (فستان الحدائق) و(لوحة كليوباترا).
- كتابها الأول (التطريز والشاي: فن التطريز ورواية القصة في الشتات الفلسطيني) عام 2018، حيث يصف الكتاب كيف تعلمت غنيم التطريز من والدتها أثناء احتساء الشاي والاستماع إلى القصص التي تتناقلها الأجيال.[7]
- ظهرت في مجلة فوغ التي وصفتها هي ووالدتها (بحاميتي التطريز الرائدتين في العالم).